# Нападение на рынок Изе
Нападение на рынок Изе — вооружённое нападение иранских властей на общественный рынок 16 ноября 2022 года во время протестов Махсы Амини в городе Изе, провинция Хузестан, Иран . Во время этого инцидента погибли семь человек, в том числе ребёнок Киан Пирфалак; и двое подростков, Артин Рахмани и Сепер Магсуди (последний был убит пулей в голову) . Многие из убитых были выходцами из племени Бахтиар и, как известно, не занимали какой-либо политической позиции.
Правительство Ирана попыталось скрыть свои поступки и объявило этот инцидент террористическим актом и заявило, что он был осуществлен воинственной исламистской группировкой ИГ, но позже эта дезинформация была опровергнута. В день инцидента СМИ, аффилированные и близкие к иранскому правительству, сообщили, что ИГ взяло на себя ответственность за инцидент, но уже на следующий день выяснилось, что данное принятие ответственности было фейковым, а заявление о принятии ответственности ИГ не было опубликовано в основных аккаунтах, приписываемых этой группе, и аккаунт был фейковым. Амирхоссейн Этемади, политический активист, со ссылкой на надежные источники в Изе, заявил в Твиттере, что это нападение было совершено правительственными силами и что они «стреляли по людям боевыми пулями и в больших масштабах».